# 4526 Konko
4526 Konko è un asteroide della fascia principale. Scoperto nel 1982, presenta un'orbita caratterizzata da un semiasse maggiore pari a 2,6311135 UA e da un'eccentricità di 0,1134210, inclinata di 14,16206° rispetto all'eclittica.